# Перчаточный бокс
Перчаточный бокс — герметичный контейнер, который предназначен для манипулирования объектами в отдельной контролируемой атмосфере. В боковые стороны перчаточного бокса встроены перчатки, расположенные таким образом, что пользователь может засунуть в них руки и выполнять работу внутри бокса, не нарушая защитную оболочку. Часть или вся коробка обычно прозрачна. Существуют два типа перчаточных боксов. Первый позволяет человеку работать с опасными веществами, такими как радиоактивные материалы или возбудители инфекционных заболеваний, а второй позволяет манипулировать веществами, которые должны содержаться в инертной атмосфере очень высокой чистоты, такой как аргон или азот. Также можно использовать перчаточный бокс для манипуляций с предметами в вакуумной камере.

## Работа в инертной атмосфере
Газ в перчаточном боксе прокачивается через серию фильтров, которые удаляют из него растворители, воду и кислород. Нагретая металлическая медь (или другой мелко измельчённый металл) обычно используется для удаления кислорода. Эта колонна для удаления кислорода, как правило, регенерируется путём пропускания через неё смеси водорода и азота при нагревании: образовавшаяся вода выводится из бокса вместе с избытком водорода и азота. Часто используют для удаления воды молекулярные сита. Такой бокс часто используется металлоорганическими химиками для перемещения сухих веществ из одного контейнера в другой контейнер.
Альтернативой использованию перчаточного бокса для работы, чувствительной к воздуху, является использование линии Шленка. Один из недостатков работы в перчаточном боксе состоит в том, что органические растворители воздействуют на пластиковые уплотнения. В результате коробка начнет протекать, и в неё могут попасть вода и кислород. Другой недостаток перчаточного бокса — диффузия кислорода и воды через пластиковые перчатки.
В перчаточных боксах с инертной атмосферой обычно поддерживается более высокое давление, чем в окружающем воздухе, поэтому при любых микроскопических утечках в основном происходит утечка инертного газа из коробки, а не впуск воздуха.

## Работа с опасными материалами
На ныне дезактивированном заводе Rocky Flats, который производил плутониевые триггеры, производственные мощности состояли из связанных перчаточных боксов из нержавеющей стали длиной до 20 метров, которые содержали оборудование для ковки и обработки частей триггера. Перчатки изготавливались из освинцованного материала. Другие материалы, использованные в перчаточных боксах, включали в себя акриловые смотровые окна и экран Benelex, состоящий из древесного волокна и пластика, который защищал от нейтронного излучения. Манипуляции со свинцовыми перчатками были обременительной работой.
Некоторые перчаточные боксы для работы с радиоактивными материалами заполнялись инертной атмосферой, например, заполненный азотом бокс содержит ещё один внутренний заполненный аргоном бокс. Аргонная камера оснащена системой обработки газа, чтобы газ оставался очень чистым для проведения электрохимических экспериментов с расплавленными солями.
Перчаточные боксы также используются в биологических науках при работе с анаэробами или патогенами с высоким уровнем биобезопасности.
В перчаточных боксах, используемых для опасных материалов, обычно поддерживается более низкое давление, чем в окружающей атмосфере, так что микроскопические утечки приводят к попаданию воздуха, а не к опасному оттоку. В перчаточных ящиках, используемых для опасных материалов, обычно содержатся фильтры HEPA в выхлопной трубе, чтобы сохранить опасные материалы внутри.

## Фото
- Гибкий пластиковый перчаточный бокс
- Металлический перчаточный бокс для обработки опасных веществ в вакууме, с дополнительной защитой от взрывов
- Сергей Крикалёв работает с переносным перчаточным боксом на Международной космической станции
- Многопортовый перчаточный бокс, позволяющий доступ нескольким операторам с разных сторон
- Перчаточный бокс, построенный вокруг экспериментальной установки
- Большой перчаточный ящик в ядерной промышленности
- Учёный из UCL Chemical Engineering использует перчаточный бокс для манипулирования образцом
- Обычный перчаточный бокс с двумя перчатками для манипуляции и воздушным шлюзом справа
- Перчаточный бокс с микроскопом и воздушной пробкой

## Внешние ссылки
- Rob Toreki. Glove Boxes. The Glassware Gallery. Interactive Learning Paradigms Incorporated (24 мая 2004). Дата обращения: 1 августа 2019. Архивировано 20 октября 2007 года.
- American Glovebox Society Архивная копия от 7 марта 2022 на Wayback Machine
- Hans-Jürgen Bässler und Frank Lehmann: Containment Technology: Progress in the Pharmaceutical and Food Processing Industry. Springer, Berlin 2013
- Yeadagroup Glovebox Архивная копия от 19 апреля 2021 на Wayback Machine